# Crotalus basiliscus
Espèce
Synonymes
- Caudisona basilisca Cope, 1864

Statut de conservation UICN

 LC  : Préoccupation mineure
Crotalus basiliscus est une espèce de serpents de la famille des Viperidae.

## Description
Ce serpent venimeux dépasse souvent 150 cm, avec un record mesuré de 204 cm (Klauber, 1972). Elle est brune ou grise tirant parfois sur le vert avec motifs sombres sur le dos. La tête est gris-brun. Les juvéniles tirent sur le rouge.
Cette espèce fréquente les mêmes zones que Crotalus molossus avec laquelle elle s'hybride souvent.

## Répartition
Cette espèce est endémique du centre-ouest du Mexique. Elle se rencontre dans les États de Sinaloa, de Nayarit, de Jalisco, de Colima et de Michoacán.

## Venin
Cette espèce, et surtout les grands spécimens, peuvent produire une grande quantité de venin et peuvent être considérés comme dangereux. Elle peut injecter 297 mg de venin, et sa DL50 est estimée à 11,1 mg/kg en injection intraveineuse et 12,9 mg/kg en injection intrapéritonéale.

## Taxinomie
Jusqu'en 1989 deux sous-espèces étaient reconnues : C. b. basiliscus et C. b. oaxacus, dont la dernière est maintenant regroupée avec Crotalus molossus. Une autre sous-espèce, C. b. totonacus, est considérée comme une sous-espèce de Crotalus durissus

## Publication originale
- Cope, 1864 : Contributions to the herpetology of tropical America. Proceedings of the Academy of Natural Sciences of Philadelphia, vol. 16, p. 166-181 (texte intégral).